# سدریک جوکویل
سدریک جوکویل (انگلیسی: Cédric Joqueviel؛ زادهٔ ۲۱ ژوئیهٔ ۱۹۸۲) بازیکن فوتبال اهل فرانسه است.
از باشگاه‌هایی که در آن بازی کرده‌است می‌توان به باشگاه ورزشی مون‌پلیه و باشگاه فوتبال مونترال اشاره کرد.
وی همچنین در تیم ملی فوتبال Québec بازی کرده‌است.